# Mats Engström
Mats Engström, född 1960, är en svensk författare och analytiker. Har tidigare jobbat bland annat som ledarskribent på Aftonbladet 2002-2009, som samhällspolitisk chef på fackförbundet Unionen och som chefredaktör på tidningen NyTeknik. Han har arbetat med europafrågor i mer än trettio år, bland annat som biträdande statssekreterare på miljödepartementet, som politiskt sakkunnig åt Anna Lindh på UD och som senior rådgivare på European Council on Foreign Relations. Han har också utgivit böckerna Maktkamp Europa : folkrörelser, kapital och mediemoguler i EU (Atlas, 2006), Anna Lindh och det nya Europa (Premiss 2011), Miljöframgångar - från freonförbud till klimatlag (Fri Tanke, 2020) samt Skuggspel - om dold påverkan på politiken (Fri Tanke 2025).